# Неможлива коробка (Пікар)
Неможлива коробка (The Impossible Box) — шостий епізод першого сезону американського телевізійного серіалу «Зоряний шлях: Пікар». Сценарій епізоду написав Нік Заяс, режисування Майї Врілло. Перший показ відбувся 27 лютого 2020 року.

## Зміст
Темний сплутаний спогад. Юна Соджі Аша йде коридором, стискаючи м'яку іграшку, вона шукає свого батька. Аша заходить у лабораторію, заповнену орхідеями, і якийсь чоловік називає її ім'я. Повернувшись у реальність, Соджі прокидається і згадує Нареку, що це стало повторюваним сном. Нарек розуміє, що Соджі сниться один і той самий кошмар щоночі, та планує використати це, щоби знайти, де вона була створена.
На борту «Ла Серени» Джураті проводить розтин Брюса Меддокса, чиє серце не витримало жорстокого поводження. Потім вони обговорюють Артефакт, де — Меддокс підтвердив — знаходиться Соджі. Елнор, чиє навчанняв в «Коват Мілат» «брутальної чесності», очевидно, включає в себе вміння читати емоції інших людей, зазначає, що Пікар не чекає з нетерпінням відвідування Куба Борга. Пікар визнає, що його останній візит до нього був добровільний. В своїй кімнеті Пікар важко віддихується перш ніж почати пошук щодо Артефакта.
Ріос підтримує форму, займаючись із футбольним м'ячем. Джураті виходить з каюти, оскільки вона не може заснути. Ріос запитує, чи хоче вона поговорити про смерть свого наставника. Борючись з почуттям провини за вбивство Меддокса, Джураті займається сексом з Ріосом.
На Артефакті Нарек знаходить Наріссу у її каюті. Вона вовтузиться з його річчю, «неможливою коробкою» (ромуланський кубик Рубіка). Вона зізнається, що її першим бажанням було розбити коробку, щоб отримати приз. Але Нарек показує їй — якщос сестра просто знайде час, щоб зрозуміти цю загадкову річ, вона відкриє їй свої таємниці. Нарек пов'язує це з Соджі: він вірить, що її мрії — це не якийсь випадковий стрибок позитрона, а радше її мозок, який намагається узгодити те, на що вона була запрограмована вірити — що вона звичайна маґлська людина — з реальністю — що вона є гіноїд, імплантований підробленими спогадами. Нарек вважає, що десь у цьому вирі вимушеного невігластва існує місцезнаходження лабораторії, звідки прийшли Соджі, Дадж та інші.
«La-Sirena» збирається покинути колишню нейтральну зону та увійти до ромуланського простору. Це буде порушенням договору, якщо вони не матимуть поважних причин перебувати там. Після маніпулювання деякими ідеями, зокрема — цілком законними — повноваженнями Джураті як кібернетика, команда вирішила виловити сп'янілу Раффі з її кімнати. Раффі дзвонить своїй давній подрузі Еммі, яка все ще активна в Зоряному Флоті, та пояснює ситуацію. Щоб піднятися на борт Артефакту, не викликаючи дипломатичного інциденту з ромуланцями, Пікар просить Раффі отримати офіційний дозвіл від Федерації. Раффі, під дією алкоголю після того, як її син відмовився спілкуватися з нею, переконує старого знайомого Зоряного флоту надати дозвіл. Це дозволяє Пікару піднятися на борт Артефакту та відновити зв'язок із Г'ю. Еммі, сердита, погоджується. Екіпаж аплодує Раффі, коли вона, хитаючись, повертається до своєї кімнати. Пізніше Ріос відвідує її, щоб переконатися, що з нею все гаразд, і вона розповідає, що у неї є син — не кажучи вже про ромуланську невістку в надії — щоб засудити себе за те, що вона занадто віддана справі. Нарек повідомляє Соджі — її відеодзвінки матері щодня тривають підозріло однаково — рівно 70 секунд. Під час відеоконференції Соджі вдаряє себе в руку олівцем — і все одно засниає; голограма в цей час моргає на моментах монтажу.
Дипломатичні повноваження, які колезі Раффі вдається зібрати, стосуватимуться лише Пікара, якого відправляють як посланця до Проєкту рекультивації Борг. Пікар мусить увійти сам, хоч його це не хвилює; він дає чіткий наказ Елнору залишитися зовні.
Опинившись на борту Артефакту, спогади про час, проведений у Колективі, атакують його, і Жан-Люк опиняється між спотвореними дронами Борга з одного боку та бездонною прірвою з іншого… доки не лунає голос: «Вони не хочуть, щоб ти впав!» Це говорить Г'ю, а дрони Борг насправді є екс-боргами, які щойно врятували Пікара від дуже неприємного падіння. Двоє старих друзів обіймаються, і Г'ю погоджується привести Пікара до Соджі.
Завдяки маніпуляціям Нарека, Соджі починає виявляти, що її особистість нещодавно вигадали (вона встановлює вік «фотографій її дитинства» і дитячих речей — 37 місяців), і він проводить її через практику медитації ромуланців «Жал Мах», щоб дослідити сни. Вона здатна ідентифікувати підказки, які вказують на місце її створення. Нарек каже їй своє справжнє ім'я — Храй'Ян. Соджі спочатку знову переживає сон, включаючи компонент нічного кошмару, а потім, під керівництвом Нарека, який продовжує вовтузитися зі своїм тан-жекраном, бере під контроль пам'ять. Їхні заняття підслуховує Нарісса. Замість того, щоб прокинутися, коли батько кричить на неї, вона продирається крізь орхідеї, щоб побачити дерев'яну ляльку в натуральну величину на робочому столі. Ляльку з її обличчям — і батька без лиця. Піднявши погляд, вона бачить два червоні місяці, темні, як кров, оточені блискавками. Нарісса, яка слухала весь цей час, вітає Нарека з тим, що він знайшов рідний світ синтета. Нарек каже Соджі, що вона несправжня, і намагається отруїти її радіацією з неможливої коробки. Це активує її механізм самозахисту, що надає можливість вижити. Вона розбиває підлогу кімнати для медитації.
Пікар з Г'ю затримує її, коли вона падає крізь підлогу на іншому рівні. Власне, єдина причина, чому вона думає вирушити за ним, полягає в тому, що Пікар простягає намисто Дадж. Подвійне кільце, якому лише 37 місяців. Г'ю веде їх до квінселла — ані Пікар, ані Г'ю ніколи раніше там не були, але спогади все одно там — де захищено технологію під назвою Сікаріанський просторовий траєктор. Технологія може посилати об'єкти розміром з гуманоїда до 40 000 світлових років. Пікар наказує «Ла-Серені» вийти з орбіти та зустрітися із ними в Непенте (де б це не було). Ріос погоджується, лише щоб озирнутися навколо й запитати: «Де хлопчина?»
Елнор переміщується на борт Артефакту, щоб допомогти Г'ю замести їхні сліди та починає своїм мечем нищити мовчки переслідувачів-ромуланців. Елнор і Г'ю, тепер озброєні дизрапторною гвинтівкою, залишаються, щоб утримувати лінію, поки Пікар і Соджі тікають. Екран стає чорним, коли двері квінселла зачиняються.
- Я звільняю тебе від обітниці

— А я не звільняюся

## Створення
Музичну тему до серіалу написав Джефф Руссо

## Сприйняття та відгуки
На сайті «Rotten Tomatoes» епізод отримав 94 % підтримки. В резюме зазначено: «Позначена великою кількістю викривальних моментів персонажів, „Неможлива коробка“ виводить сильний психологічний елемент на перший план постійно захоплюючої історії Пікара».
В огляді «StarTrek.com» зазначалося: «Ми пройшли середину першого сезону „Star Trek: Picard“, і наразі повороти сюжету не розчарували. Однак останні кілька епізодів були зосереджені на полюванні за Брюсом Меддоксом, а не на центральній таємниці серіалу. Тепер, коли команда „La-Sirena“ знайшла його (і знову втратила), настав час повернутися на правильний шлях — вони прямують до Артефакту, щоб знайти Соджі.»
«Den of Geek»: «Епізод закінчується тим, що Елнор готується захищати Г'ю від наближення ромуланців. Здавалося б, упевнений у своїй здатності вразити їх усіх. Але ромуланців набагато більше, ніж Елнора! І самотній ромуланець, здається, взяв меч прот кулеметів. Сумніваюся, що це остання битва Елнора (і краще б не Г'ю, доля якого мене хвилює набагато більше). Щось підказує мені „Зоряний шлях: Пікар“ з нетерпінням чекає зустрічі Елнора та Нарека в одній кімнаті/сюжетній лінії, досліджуючи, що означає бути ромуланцем у цьому новому, пост-Ромуланському світі. І як двоє чоловіків по-різному реагуватимуть на трагедії в їхньому житті викликані однаковими, жахливими подіями.»
«Tor.com»: «У цьому епізоді є все: пафос, екшн, одкровення, розвиток персонажів, спроби позбутися травми (зі змінним успіхом) і просто чудова гра майже кожного. Тредевей і Пейтон Ліст все ще виконують роль Ланністерів у ролі брата і сестри ромуланців, й це втомлює. Його навіть можна дивитися, тому що сюжет не передбачає, щоб вони знялися в будь-якій сцені з кращими акторами у решті акторського складу, окрім Брайонса та Тамліна Томіти. Але якщо це зміниться, то буде жахливо. Проте всі інші підтримують це, навіть Кабрера, який показує ніжну сторону Ріоса, а також його собачу сторону (він не вагається, коли Джураті звертається до нього. Хоча, мабуть, повинен, особливо коли вона сама називає це помилкою»
«TV Tropes» здійснює детальний розбір аналогій, неспівпадінь та недоречностей епізоду.
Лорі Ольстер з «TrekMovie.com» зазначено: «Є кілька сюжетних хитрощів, які, як правило, є можливим не помітити, але все одно залишаються проблемою, якщо ви думаєте про це протягом тривалого часу. Осередок королеви на кубі Борга — це класна ідея. Але вона здається трохи безглуздою, коли абсолютно ясно, що королева Боргів може „відродитися“ з іншим носієм. Головною є, звичайно, технологія просторової траєкторії, яку Борг отримав від асиміляції Сікаріан в якийсь момент після того, як „USS Voyager“ пройшов через їхній космос у першому сезоні Вояджера. Технологія дозволяє нашим героям втекти на планету Непенте, де на них чекає одне-два дружніх обличчя. Але існування просторового траєктора викликає більше питань; якщо Борг тепер матиме технологію стрибка на 40 000 світлових років за бажанням, це в поєднанні з їхніми трансварп-хабами (які, правда, були пошкоджені Джейнвей, але, ймовірно, можуть бути відновлені), все ще робить їх досить грізними ворогами.»
«IGN»: «Після минулотижневого епізоду „Пікара“ ми об'єдналися з двома улюбленими колишніми Боргами — Жаном-Люком і Сьомою-з-Дев'яти. „Неможлива коробка“ відкриває для Пікара постійну лініюу Локутуса, коли він опиняється в Артефакті… він же куб Борга (хоча і відключений від Колективу). І не дивно, що це для нього нелегка подорож. Цей поворот подій також, на щастя, нарешті об'єднує історію Пікара з сюжетом Соджі та Нарека. Здавалося, що ця сюжетна арка розігрується майже з самого початку, коли Соджі майже вічно зустрічається з минулим в темряві. Поки ромуланець накладає на неї свої чари. Іза Бріонес і Гаррі Тредевей чудово впоралися з ролями, але це було дуже схоже на історію, яка надто довго відьувалася. Тепер статус-кво змінився.»
На сайті «IMDb» станом на серпень 2023 року епізод отримав 7/8 з 10 зірок схвалення при 4500 голосах.

## Знімались
| Актор              | Роль                   |
| ------------------ | ---------------------- |
| Патрік Стюарт      | Жан-Люк Пікар          |
| Елісон Пілл        | Агнес Джураті          |
| Іза Бріонес        | Соджі                  |
| Еван Евагора       | Елнор                  |
| Мішель Герд        | Раффі Музікер          |
| Сантьяго Кабрера   | Крістобаль Ріос        |
| Гаррі Тредевей     | Нарек                  |
| Джонатан Дель Арко | Гаг                    |
| Пейтон Ліст        | Нарісса Різзо          |
| Барбара Ів Гарріс  | Еммі                   |
| Сумалі Монтано     | мати                   |
| Марті Матуліс      | XB-працівник           |
| Елла Гросс         | маленька Соджі         |
| Ріко Мак-Клінтон   | старший XB             |
| Чарлі Ньюгарт      | ромуланський охоронець |
| Джон Алес          | Брюс Меддокс           |
| Джеймс Маккіннон   | брог-дрон              |
| Мірча Опря         | людина-дослідник       |